# Moncton
Moncton – miasto w Kanadzie, na południowym wschodzie prowincji Nowy Brunszwik, w hrabstwie Westmorland, nad zatoką Fundy (Ocean Atlantycki). Moncton jest oficjalnie dwujęzyczne.
Za oficjalna datę założenia miasta przyjmuje się roku 1766, gdy przybyli tutaj holenderscy imigranci z Filadelfii. Początkowo Moncton było osadą rolniczą. Swoją nazwę zawdzięcza brytyjskiemu oficerowi Robertowi Moncktonowi. W połowie XIX wieku rozwinął się tutaj przemysł stoczniowy. W 1871 roku miasto stało się siedzibą kanadyjskiej kolei interkolonialnej.
W 1929 roku otwarto port lotniczy. Podczas II wojny światowej Armia Kanadyjska zbudowała tutaj bazę wojskową. W roku 1960 do Moncton dotarła autostrada transkanadyjska. W 2010 roku na nowym Stade Moncton 2010 odbyły się tutaj lekkoatletyczne mistrzostwa świata juniorów.
Liczba mieszkańców Moncton wynosi 64 128. Język angielski jest językiem ojczystym dla 63,1%, francuski dla 33,0% mieszkańców (2006).
W Moncton znajduje się centrum kontroli ruchu lotniczego, zarządzające ruchem nad Atlantykiem.
W mieście rozwinął się przemysł taboru kolejowego, spożywczy, papierniczy oraz samochodowy.

## Sport
- Moncton Wildcats – klub hokejowy